# Knedliki

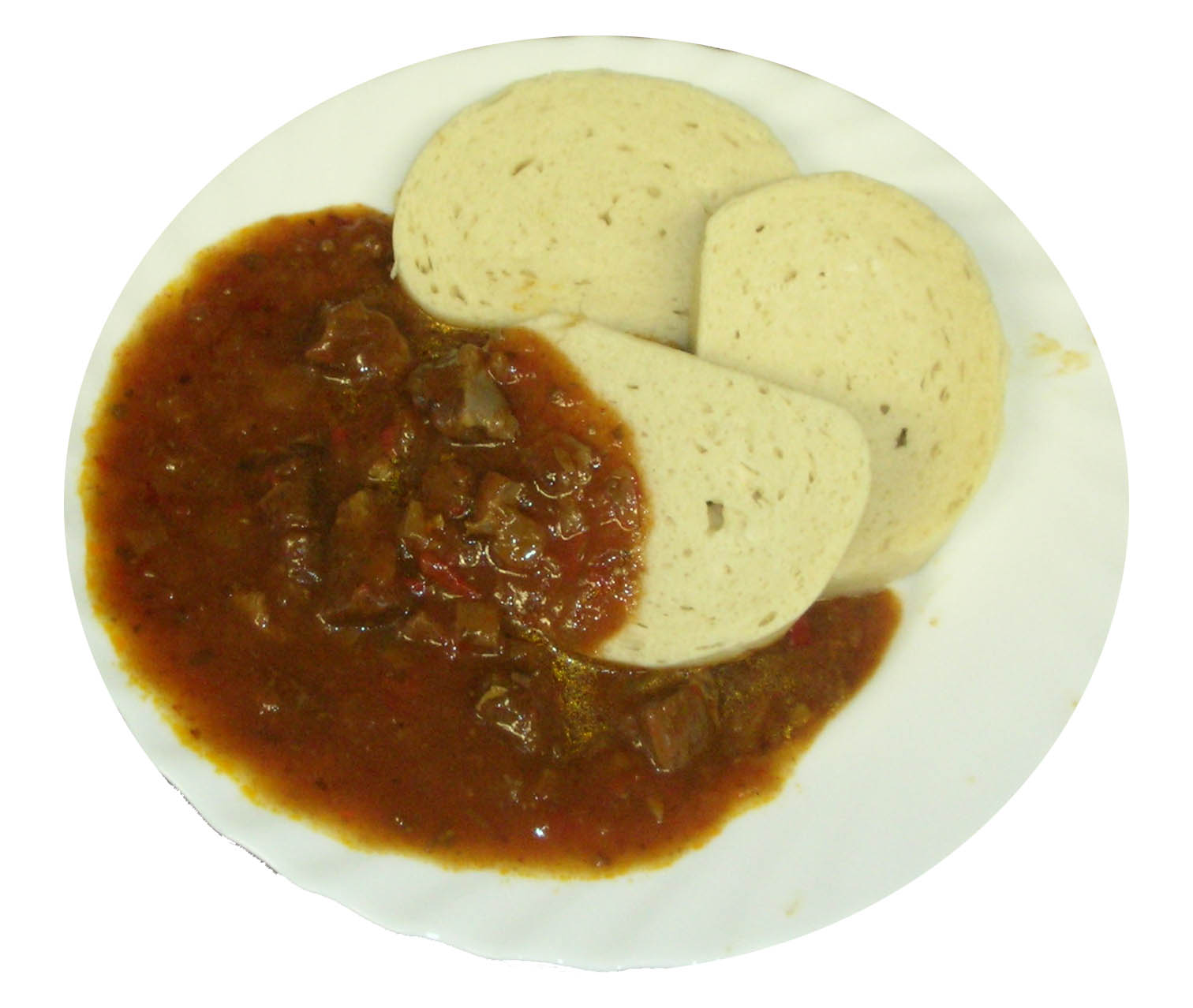
Gulasz z trzema knedlikami

Knedliki (knedliczki) – popularna potrawa mączna kuchni czeskiej i słowackiej. Podłużne bułki gotowane na parze, przygotowywane z ciasta, którego podstawę stanowią gotowane ziemniaki (bramborový knedlík) lub mąka pszenna (houskový knedlík) z dodatkiem drożdży. Z ciasta formuje się zazwyczaj walec, który gotuje się w osolonej wodzie, po ostudzeniu kroi na plastry i odgrzewa na parze. Do knedlików najczęściej podaje się gulasz mięsny, pieczoną wieprzowinę lub sztukę mięsa z sosem. Jako dodatek zwykle podaje się duszoną kapustę.
Knedliki można także przygotowywać z nadzieniem: mięsnym czy owocowym. Knedliki tego rodzaju mają zazwyczaj kształt kuli. 
Istnieje również knedlík chlupatý – dosłownie „włochaty”. 
Knedliki spotyka się także w kuchni niemieckiej. Z niemieckiego wywodzi się zresztą nazwa potrawy, mimo iż Jan Hus apelował, aby potrawę nazywano z czeskiego szyszki (šišky).